# Festival di Zurigo 1965
Questa pagina raccoglie i dati relativi all'edizione del Festival di Zurigo del 1965.

## La manifestazione
Vota una giuria internazionale, stabilendo così il brano vincitore del festival, che è Un bene grande così, interpretato da Anna Identici che riceve l'Aquila d'oro, il trofeo della manifestazione. Ospite d'onore della rassegna è Rita Pavone che ripropone i suoi più recenti successi.
I cantanti sono diretti da vari direttori d'orchestra (indicati dalle case discografiche in gara).
Il Festival si svolge la sera di sabato 20 novembre.

## Partecipanti in ordine di apparizione
- Mario Abbate: Ammore... pienzame (Martignano-Zanfagna-Moretti); dirige il Maestro Gino Conte - Vis Radio
- Emanuela Tinti: Ritornerò (Montano-Davià); dirige il Maestro Enrico Simonetti - Fonit
- Franco Ragona: Sei così (Chiosso-Fallabrino); dirige il Maestro Gianni Fallabrino - Meazzi
- Milena: Se te ne vai (Calabrese-Mallotta); dirige il Maestro Riccardo Vantellini - Carosello
- Joe Fedeli: Una palla di gomma (Specchia-Buffoli); dirige il Maestro Riccardo Vantellini  - Italdisc
- Anna Marchetti: Più di ieri (Pellino-Fallabrino); dirige il Maestro Gianni Fallabrino - Meazzi
- Michele Accidenti: Quando vedo te (Boraschi); dirige il Maestro Riccardo Vantellini - Carosello
- Maria Della Sila: Due croci sulla Sila (Junior-Marino-De Marco); dirige il Maestro Eros Sciorilli - CGD
- Ben Venuti: Jacqueline, scusami (Casini); dirige il Maestro Enrico Simonetti - Fonit
- Le Amiche: Basta con i ricordi (Sestili-Stucchi-Salamone); dirige il Maestro Ezio Leoni - Jolly
- Don Miko: Giura (Califano-Reverberi); dirige il Maestro Giampiero Reverberi - Ariston Records
- Roberta Mazzoni: Ho sofferto per te (Morandi-Medici-Alberti); dirige il Maestro Ezio Leoni - Jolly
- Remo Germani: Dammi la prova (Pallavicini-Intra); dirige il Maestro Ezio Leoni - Jolly
- Robertino: Ho fatto centro nel tuo cuore (Loreti-Bellucci); dirige il Maestro Riccardo Vantellini - Carosello
- Anna Identici: Un bene grande così (Calabrese-Guarnieri) - Ariston Records
- Nunzio Gallo: Non sai piangere (Zanfagna-Gallo-Conte); dirige il Maestro Gino Conte - Vis Radio

## Classifica
1. Anna Identici: Un bene grande così (Calabrese-Guarnieri) - Ariston

## Numero di cantanti per casa discografica
- Meazzi: 2 cantanti
- Jolly: 3 cantanti
- CGD: 1 cantante
- Italdisc: 1 cantante
- Fonit: 2 cantanti
- Carosello: 3 cantanti
- Vis Radio: 2 cantanti
- Ariston Records: 2 cantanti